# Horie Yui
Horie Yui (堀江 由衣 (Quật Giang Do Y)), sinh ngày 20 tháng 9 năm 1976 là một seiyū kiêm ca sĩ nổi tiếng người Nhật Bản. Tên thật của cô là Horie Yoshiko (堀江 由子 (Quật Giang Do Tử)). Các fan của Horie thường gọi cô thân mật là "Hocchan" (ほっちゃん).
Hiện nay Horie dẫn một chương trình phát thanh rất được ưa thích của riêng cô, "Horie Yui no Tenshi no Tamago" (堀江由衣の天使のたまご "Những quả trứng thần của Yui Horie"). Năm 2007, cô cũng tham gia làm thành viên của nhóm nhạc Kurobara Hozonkai (một band Goth) dưới nghệ danh YUIEL.
Bắt đầu hoạt động trong lĩnh vực lồng tiếng từ 1997, đến năm 2000, Yui Horie nhận được vai diễn chính đầu tiên Naru Narusegawa trong anime ăn khách Love Hina. Tiếp đó vào năm 2001 là vai Tohru Honda trong Fruits Basket lừng danh. Cũng trong năm 2000, Horie cho ra đời album đầu tay "Mizutamari ni Utsuru Sekai". Với vai diễn Tohru Honda, Horie chính thức trở thành một trong những seiyū nổi tiếng nhất Nhật Bản.
Cô đã làm việc rất nhiều năm với công ty chuyên quản lý seiyū Arts Vision cho đến giữa 2007 thì buộc phải dừng lại bởi một vụ scandal trong ban quản lý của công ty. Giờ đây Horie là seiyū tự do.

## Vai lồng tiếng
Vai chính được in đậm.

### Anime/Video Games
1997
- Photon: The Idiot Adventures (Aun Freya)

1998
- Bubblegum Crisis Tokyo 2040 (Galatea)
- Cowboy Bebop (Girl A)
- Akihabara Dennou Gumi (Francheska)
- Kurogane Communication (Haruka)
- Orphen (Fiena)
- St. Luminous Mission High School (Lita Ford)
- Steam Detectives (Gina)
- Weiß Kreuz (Aya Fujimiya)

1999
- Arc the Lad (Lieza)
- Dangaizer 3 (Pikushisu)
- Risky Safety (Suzuko Natsume)
- To Heart (Multi)
- Trouble Chocolate (Mint)

2000
- Ah! My Goddess: The Movie (Chrono (Kurono))
- Argento Soma (Sue Harris)
- Attack Armor Audian (Kororu Kuweizaa)
- Gate Keepers (Kyanari)
- Infinite Ryvius (Michelle Cay)
- Kikaider (Mitsuko Komyoji)
- Love Hina (Naru Narusegawa)
- Mon Colle Knights (Rokuna Hiiragi)
- Sci-fi Harry (Catherine Chapman)
- Skies of Arcadia (Fina)

2001
- Angelic Layer (Hiromi Fujimori)
- Comic Party (Multi)
- Dead or Alive 3 (Hitomi)
- Figure 17 (Sakura Ibaragi)
- Fruits Basket (Tohru Honda)
- Love Hina Again (Naru Narusegawa)
- Mon Colle Knights (Rockna Hiragi)
- Prétear (Takako/Mikage)
- Shaman King (Iron Maiden Jeanne và Lilly)
- Sister Princess (Sakuya)
- Tales of Eternia: The Animation (Corina Solgente)
- Z.O.E ~Zone of the Enders~ (Celvice Klein)

2002
- Canary (Madoka)
- Ground Defense Force! Mao-chan (Silvia Maruyama)
- Kanon (Ayu Tsukimiya)
- King of Bandit Jing (Mirabelle)
- Pia Carrot Movie (Orie Amano)
- Samurai Deeper Kyo (Yuya Shiina)
- Shrine of the Morning Mist (Koma)
- Sister Princess: Re Pure (Sakuya)
- Spiral: Suiri no Kizuna (Rio Takeuchi)

2003
- Bottle Fairy (Sarara)
- D.C.: Da Capo (Kotori Shirakawa)
- Dead or Alive Xtreme Beach Volleyball (Hitomi)
- Kanon Kazahana (Ayu Tsukimiya)
- Matantei Loki Ragnarok (Mayura Daidouji)
- Nanaka 6/17 (Yuriko Amemiya)
- Ultra Maniac (Ayu Tateishi)

2004
Re: Cutie Honey (Kisaragi Honey)
- Dead or Alive Ultimate (Hitomi)
- Futakoi (Kaoruko Ichijo)
- Futakoi Alternative (Kaoruko Ichijo)
- Jubei-chan 2 (Jiyuu Nanohana / Jubei Yagyu II)
- Mars Daybreak (Megumi Higashibara)
- School Rumble (Eri Sawachika)
- Ten Tokyo Warriors (Futaba Amitaka)
- To Heart: Remember My Memories (Multi)
- Yugo the Negotiator (Najenka)
- Winx Club (2nd season) Musa

2005
- Air (cameo) (Ayu Tsukimiya)
- D.C.S.S.: Da Capo Second Season (Kotori Shirakawa)
- Dead or Alive 4 (Hitomi)
- Immortal Grand Prix (Fantine Valgeon)
- Loveless (Ginka)
- Mahoraba ~Heartful Days~ (Tamami Chanohata)
- Mahou Sensei Negima (Makie Sasaki)
- Paniponi Dash! (Miyako Uehara)
- School Rumble OVA (Eri Sawachika)
- Shining Force Neo (Meryl)
- The Law of Ueki (Pecoru)
- The Wings of Rean (Erebosu)

2006
- D.Gray-man (Mei-Ling)
- Dead or Alive Xtreme 2 (Hitomi)
- Dōbutsu no Mori (Ai)
- Inukami! (Youko)
- Kanon (Ayu Tsukimiya)
- Kashimashi: Girl Meets Girl (Yasuna Kamiizumi)
- Kidou Senshi Gundam CLIMAX U.C. (Ellen Rochefil)
- Negima!? (Makie Sasaki)
- Otome wa Boku ni Koi Shiteru (Mizuho Miyanokōji)
- Ray (Sumire)
- Rumble Roses XX (Makoto Aihara)
- School Rumble 2nd Term (Eri Sawachika)
- Virtua Fighter 5 (Aoi Umenokouji)
- Zero no Tsukaima (Siesta)

2007
- D.C. II: Da Capo II (Yume Asakura)
- Gakuen Utopia Manabi Straight! (Manami Amamiya)
- Higurashi no Naku Koro ni Kai (Hanyuu)
- Idolmaster: Xenoglossia (Yukiho Hagiwara)
- Nagasarete Airantou  (Suzu)
- Shining Tears X Wind (Touka Kureha)
- Sky Girls (Nanae Fujieda)
- Starchild Loner  (May Fuyu)
- Suteki Tantei Labyrinth (Byakko)
- Tokyo Majin Gakuen Kenpuchō: Tō  (Aoi Misato)
- Zero no Tsukaima: Futatsuki no Kishi (Siesta)

2008
- D.C. II: Da Capo II Second Season (Yume Asakura)
- Hyakko (Chie Suzugazaki)
- Ikki Tousen: Great Guardians (Sonken Chuubou)
- Persona 4 (Chie Satonaka)
- School Rumble 3rd Term (Eri Sawachika)
- The Tower of Druaga: the Aegis of Uruk (Fatina)
- Toradora! (Minori Kushieda)
- Vampire Knight (Yuki Cross)
- Vampire Knight Guilty (Yuki Cross/Kuran)
- Virtua Fighter 5 R (Aoi Umenokouji)
- Wagaya no Oinari-sama. (Miyako Takagami)
- Zero no Tsukaima: Princesses no Rondo (Siesta)

2009
- Aoi Hana (Ikumi Kyōko)
- Bakemonogatari (Hanekawa Tsubasa)
- GA Geijutsuka Art Design Class (Nozaki Namiko)
- Hayate the Combat Butler!! (Sonia Shaflnarz)
- Higurashi no Naku Koro ni Rei (Hanyū)
- Kämpfer (Mishima Akane)
- Kanamemo (Nishida Haruka)
- Lupin III vs Detective Conan (Công chúa Mira)
- Natsu no Arashi! (Yamazaki Kanako)
- Natsu no Arashi! Akinai chū (Yamazaki Kanako)
- Rune Factory 3 (Dahlia)
- Saki (Fukuji Mihoko)
- Shikabane Hime: Kuro (Black Cat, Todoroki Kamika, Riko)
- The Tower of Druaga: the Sword of Uruk (Fatina)
- Umineko no Naku Koro ni (Ushiromiya Maria)
- Umi Monogatari: Anata ga Ite Kureta Koto (Urin)
- Zan, Sayonara, Zetsubou-Sensei (Maruuchi Shōko)

2010
- B Gata H Kei (Takeshita Miharu)
- Blaze Union (Siskier)
- Ikkitousen: Xtreme Xecutor (Chuubou Sonken)
- Mayoi Neko Overrun! (Naruko Kanae)
- Nurarihyon no Mago (Onna Yuki/Tsurara Oikawa)
- Ōkami-san to Shichinin no Nakamatachi (Kiriki Alice)
- Asobi ni Iku yo! (Jens)
- Otome Yōkai Zakuro (Hōzuki)
- Fairy Tail (Charle)

2011
- Astarotte no Omocha! (Effie)
- Ben-To as Kyou Sawagi
- Dog Days (Millhiore F. Biscotti)
- Dragon Crisis! (Maruga)
- Kämpfer für die Liebe (Akane Mishima)
- Higurashi no Naku Koro ni Kira OVA (Hanyū)
- Hyperdimension Neptunia Mk2 (Nepgear)
- Nekogami Yaoyorozu (Yuzu Komiya)
- Nichijou (Graduation Photo in episode 23)
- Nurarihyon no Mago: Sennen Makyou (Yuki Onna/Oikawa Tsurara & Setsura)
- Mawaru-Penguindrum (Masako Natsume, Esmeralda the Penguin)
- Persona 4 The Animation (Chie Satonaka)
- Wandering Son (Anna Suehiro)

2012
- Zero no Tsukaima F (Siesta)
- Listen to Me, Girls. I Am Your Father! (Raika Oda)
- Nisemonogatari (Tsubasa Hanekawa)
- AKB0048 (Yuki Kashiwagi)

### Drama CD
- Rozen Maiden (Shinku)
- Shinshi Doumei Cross (Ushio Amamiya)
- Bokusatsu Tenshi Dokuro-chan (Dokuro-chan)
- Pandora Hearts (Sharon Reinsworth)

### Vai dub
- Dark Water (Cecilia "Ceci" Williams)
- Hide and Seek (Emily Callaway)
- Winx Club (Musa)

## Tiểu sử

### Studio Albums
- Mizutamari ni Utsuru Sekai (水たまりに映るセカイ?) (21.12.2000)
- Kuroneko to Tsuki Kikyū o Meguru Bōken (黒猫と月気球をめぐる冒険?) (29.11.2001)
- sky (24.7.2003)
- Rakuen (楽園?) (28.4.2004)
- Usotsuki Alice to Kujiragō o Meguru Bōken (嘘つきアリスとくじら号をめぐる冒険 Usotsuki Arisu to Kujiragō o Meguru Bōken?) (23.11.2005)
- Darling (30.1.2008)
- A Votre Sante!! (2008) (with Kurobara Hozonkai)
- Honey Jet!! (15.7.2009)
- Himitsu (秘密?) (22.2.2012)

### Album tổng hợp
- Ho? (ほっ??) (26.3.2003)

### Singles/maxis
- My Best Friend (18.11.1998)
- brand－new コミュニケイション (17.3.1999)
- Eternal Fantasy 3 Perpetual Blue (悠久幻想曲３パーペチュアルブルー Yūkyū Gensōkyoku 3 Pāpechuaru Burū?) Maxi Single Collection Part.6 (2000)
- Merry Merrily (Yamato Nadeshiko) (21.3.2001)
- Love Destiny (ngày 16 tháng 5 năm 2001)
- Kirari Takaramono (キラリ☆宝物?) (ngày 28 tháng 2 năm 2002)
- All My Love (ngày 24 tháng 7 năm 2002)
- Kokoro Harete Yo mo Akete (心晴れて 夜も明けて?) (ngày 4 tháng 2 năm 2004)
- Scramble (Yui Horie with UNSCANDAL) (ngày 27 tháng 10 năm 2004)
- Hikari (Inukami! Opening Theme) (ngày 24 tháng 5 năm 2006)
- Days (Gồm cả theme của Nagasarete Airantō) (ngày 2 tháng 5 năm 2007) [2]
- Koisuru Tenkizu (恋する天気図?) (Bao gồm cả ED cho nửa sau của Nagasarete Airantō) (ngày 17 tháng 8 năm 2007)
- Vanilla Salt (Toradora! Ending 1) (ngày 22 tháng 10 năm 2008)
- Silky Heart (Toradora! Opening 2) (ngày 28 tháng 1 năm 2009)
- YAHHO!! (Kanamemo Ending) (ngày 26 tháng 8 năm 2009)
- True Truly Love (September 2010)
- Immoralist (Dragon Crisis! Opening) (ngày 2 tháng 2 năm 2011)
- PRESENTER (Dog Days (anime) Ending) (ngày 25 tháng 5 năm 2011)
- Coloring (Listen to Me, Girls. I Am Your Father! Ending) (18.1.2012)

### DVDs
- CLIPS 1 — gồm một vài video trực tiếp, gồm có:
  - Sakura - video đầu tiên trong album đầu tay, 水たまりに映るセカイ (Mizutamari ni Utsuru Sekai)
  - Love Destiny - phần của video có thể thấy ở OP của Sister Princess
  - Kirari Takaramono - là bài hát trong OP của Love Hina Again
  - All My Love - là bài hát trong OP của Earth Defender Mao-chan
  - Kokoro Harete Yo mo Akete - là bài hát trong ED của Jubei-chan 2
- LIVE DVD 2006 - The Adventure Over Yui Horie (堀江由衣をめぐる冒険 Horie Yui o Meguru Bōken?)
- LIVE DVD 2007 - Horie Yui Christmas Live (堀江由衣 クリスマスライブ~由衣がサンタに着がえたら Yui Ga Ni Santa Kigaetara?)
- CLIPS 2
- LIVE DVD 2009 - The Adventure Over Yui Horie II

### Blu-ray
- CLIPS 2 - gồm có một vài video trực tiếp

### Các ca khúc có liên quan tới anime
- Love Destiny - Sister Princess, opening
- Mainichi ga O-tenki (lit. Good Weather Every Day) - Love Hina, insert
- Egao No Mirai E (lit. Towards A Future Of Smiles) - Love Hina
- Kirari Takaramono (lit. Glittering Treasures) - Love Hina Again, opening
- Be For You, Be For Me - Love Hina Again, ending
- Yakusoku (lit. Promise) - Love Hina, insert
- Happy Happy Rice Shower - Love Hina
- Tsubasa (lit. Wings) - Sister Princess, ending
- Girlish - Sister Princess, Sakuya's theme
- Destiny - Kikaider, ending
- Feel my feeling - School Rumble, Eri's theme
- RAMUNE iro no natsu - Love Hina
- Kokoro Harete Yo mo Akete - Jubei-chan 2
- IN YOU - Shaman King, image song
- ALL MY LOVE - Ground Defense Force! Mao-chan, opening
- IT's MY STYLE - Earth Defender Mao-chan, ending
- Soyokaze no Harmony - From D.C.- Da Capo (Kotori Shirakawa's song)
- Sono Saki no Justice - Shaman King, Iron Maiden Jeanne song
- Aosusuki - Samurai Deeper Kyo, character song
- Scramble - School Rumble, opening
- Pacem in Terris - Shaman King, Iron Maiden Jeanne S. F. O. V song
- Aki Uta ~Sarara~ - Bottle Fairy, ending (Episodes 7-9)
- Anata ga Suki (I like You) - Ultra Maniac, Ayu Tateishi character song
- Hikari - Inukami!, opening
- Days - Nagasarete Airantou first opening
- Say Cheese! - Nagasarete Airantō first ending
- Koisuru Tenkizu - Nagasarete Airantō 2nd ending
- Poetry Love - Kogado game Heartful Memories
- Nano Desu - Higurashi no Naku Koro ni, Kai character song
- Vanilla Salt - Toradora!, First ED
- Silky Heart - Toradora!, Second OP
- Full Swing - Toradora!, Minori Kushieda character song
- YAHHO! - Kanamemo, ED
- Darling Ddarling - Kämpfer, insert
- Happy Halloween Maria! - Umineko no Naku Koro ni, Maria Ushiromiya character song
- sugar sweet nightmare - Bakemonogatari, 5th opening
- Immoralist - Dragon Crisis!, 1st opening
- PRESENTER - Dog Days (anime), 1st ending

## Quan hệ với các diễn viên khác
- Cô lồng giọng cùng với Yukari Tamura trong nhiều anime. Năm 2001, hai người lập một đơn vị gọi là Yamato Nadeshiko và cho ra hai single.
  - Trong Higurashi no Naku Koro ni Kai, cùng với Tamura trong vai Furude Rika và Horie trong vai Hanyuu
  - Trong Kanon, cùng với Tamura trong vai Kawasumi Mai và Horie trong vai Tsukimiya Ayu
  - Trong Kashimashi: Girl Meets Girl, cùng với Tamura trong vai Tomari Kurusu và Horie trong vai Yasuna Kamiizumi
  - Trong Idolmaster: Xenoglossia, cùng với Tamura trong vai Iori Minase và Horie trong vai Yukiho Hagiwara
  - Trong D.C.: Da Capo, cùng với Tamura trong vai Sakura Yoshino và Horie trong vai Kotori Shirakawa
  - Trong D.C. II: Da Capo II, cùng với Tamura trong vai Sakura Yoshino và Horie trong vai Yume Asakura
  - Trong Rumble Roses XX, cùng với Tamura trong vai Lambda và Horie trong vai Makoto Aihara
  - Trong Umineko no Naku Koro ni, cùng với Tamura trong vai Bernkastel và Horie trong vai Maria Ushiromiya
  - Trong Kämpfer, cùng với Tamura trong vai Suicidal Black Rabbit và Horie trong vai Mishima Akane
  - Trong B Gata H Kei, cùng với Tamura trong vai Yamada và Horie trong vai Takeshita
  - Trong Ben-To, cùng với Tamura trong vai Sawagi Kyou (chị) và Horie trong vai Sawagi Kyou (em)